# Drag City
La Drag City è un'etichetta discografica statunitense con sede a Chicago fondata nel 1995 e specializzata nella produzione di musica indipendente.
Gli artisti pubblicati spaziano tra generi diversi che vanno dalla neo psichedelia all'alternative country, al folk, all'alternative rock ed al post rock.

## Artisti pubblicati da Drag City
- Bachelorette
- Bonnie 'Prince' Billy/Will Oldham
- Bill Callahan/Smog
- Carlos Paredes
- Damon and Naomi
- David Grubbs
- Death
- John Fahey
- Espers
- Father Yod
- Fennesz
- Flying Saucer Attack
- Gastr del Sol
- Ghost
- The High Llamas
- Jim O'Rourke
- Lithops
- Joanna Newsom
- Papa M
- Pavement
- Six Organs of Admittance
- Shellac
- Songs: Ohia
- Squirrel Bait
- Stereolab
- These Trails
- Royal Trux
- U.S. Maple
- Scott Walker
- Ty Segall